# Anežka Indráčková
Anežka Indráčková, född 30 juli 2006 i Jablonec nad Nisou, är en tjeckisk backhoppare. Hon har tävlat i världscupen i backhoppning sedan december 2021 då hon debuterade i Ramsau am Dachstein.
Indráčková deltog i Olympiska vinterspelen 2022 i Peking som yngsta atlet. Hon lyckades kvala in till finalomgången och slutade på trettionde plats. Vid Juniorvärldsmästerskapen i nordisk skidsport 2022 i Zakopane slutade hon på åttonde plats individuellt trots att hon tävlade mot hoppare tre eller fyra år äldre än henne.